# Accumulatore nichel-zinco

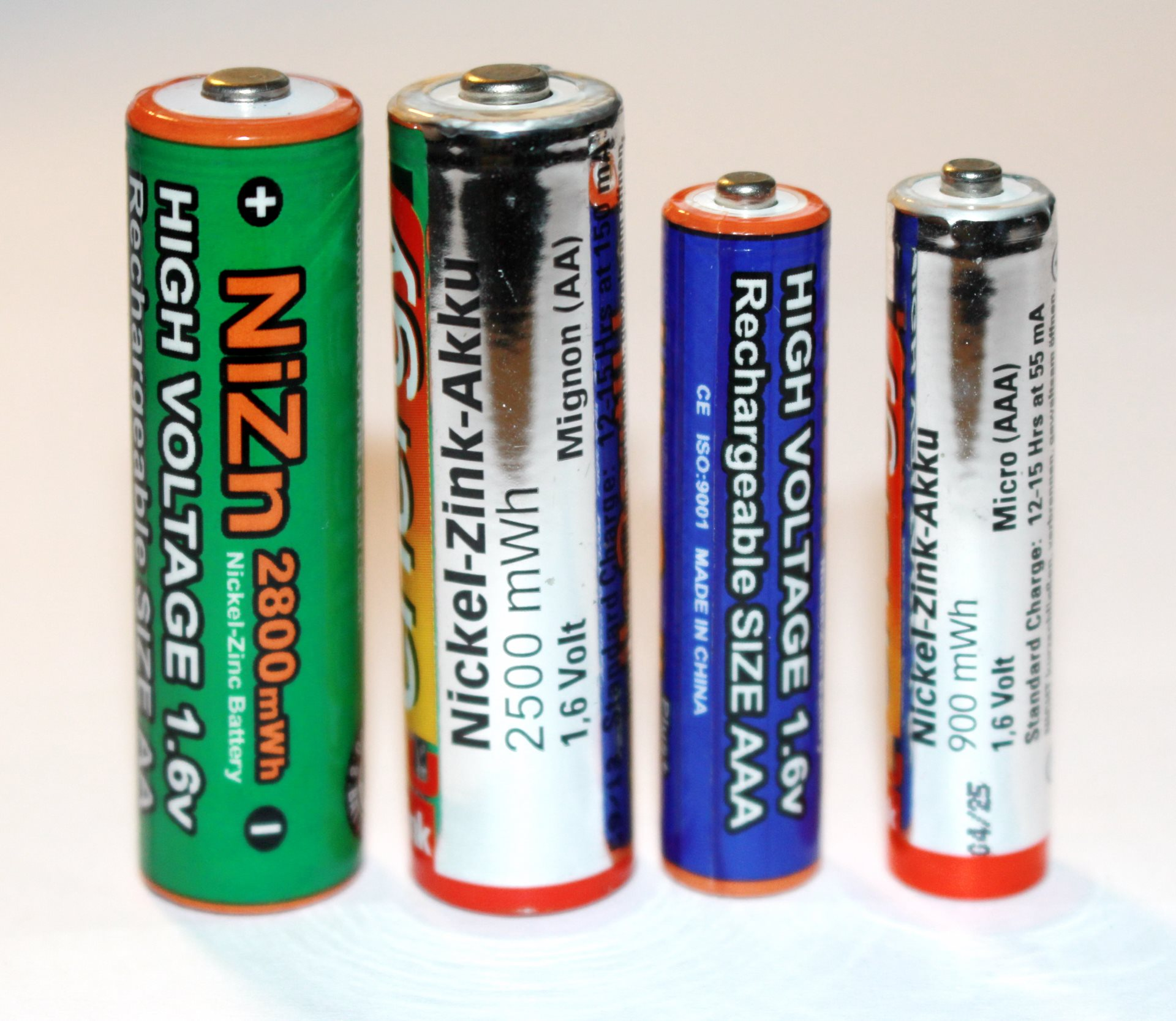
Batterie nichel-zinco di tipo AA e AAA

L'accumulatore nichel-zinco (nome spesso abbreviato con NiZn per i simboli chimici degli elementi che la compongono) è un tipo di batteria ricaricabile che può essere utilizzata in utensili elettrici, telefoni senza filo, fotocamere digitali, fotografia professionale, torce elettriche, biciclette elettriche e nel settore dei veicoli elettrici.
È una batteria nota da oltre 100 anni ma poco sviluppata in passato, per la mancanza di adeguati elettroliti polimerici oggi invece esistenti e che hanno permesso di risolvere i problemi di ricarica un tempo presenti.

## Storia
Nel 1901, Thomas Edison depositò il brevetto (N°684204) per una batteria ricaricabile al nichel-zinco.
La batteria è stata successivamente sviluppata dal chimico irlandese James J. Drumm (1897-1974) e venne installata in alcune auto elettriche denominate "Drumm", che tra il 1932 ed il 1948 vennero utilizzate a Dublino. Nonostante il successo iniziale, sono state poi ritirate poiché le prime batterie al nichel-zinco erano afflitte da un numero limitato di cicli di carica/scarica causati da un'irregolare deposizione dello zinco all'anodo in fase di ricarica e che causava la perforazione dei separatori ponendo in corto circuito l'anodo con il catodo.
Nel 1960 le batterie al nichel-zinco vennero riconsiderate come alternativa alle argento-zinco per applicazioni militari e nel 1970 nuovamente per i veicoli elettrici a seguito dello sviluppo di alcune leghe di zinco con altri metalli, che risolsero parzialmente il problema di ricarica. 
Successivamente una società denominata Evercel ha sviluppato e brevettato nel 2004 diversi miglioramenti alle batterie al nichel-zinco, brevetti poi ceduti nello stesso anno. Negli anni successivi l'azienda che li ha rilevati ha sviluppato un nuovo separatore polimerico ad alta resistenza meccanica e che include anche l'elettrolita alcalino, creando una nuova serie di celle ad alta potenza ed alto numero di cicli carica/scarica. Altre aziende hanno acquisito i diritti per la fabbricazione di questo separatore, aprendo nuovamente la strada allo sviluppo non solo degli accumulatori nichel-zinco ma anche di una nuova serie di batterie alcaline ricaricabili e di batterie, o meglio pile a combustibile, zinco-aria.